# Al-Mustarschid

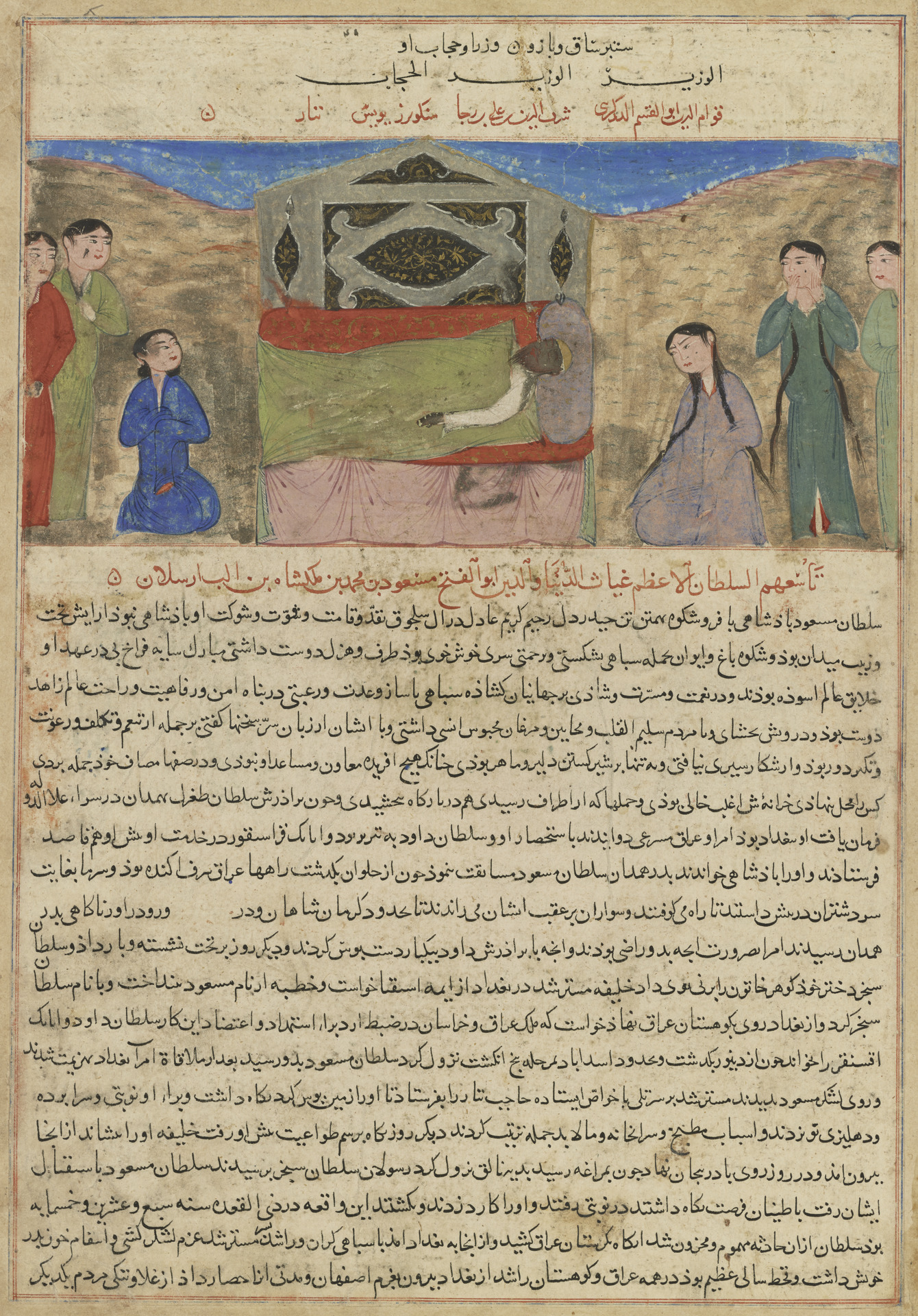
Al-Mustarschids Tod

Abu l-Mansur al-Fadl al-Mustarschid bi-'llah (arabisch أبو المنصور الفضل المسترشد بالله, DMG Abū l-Manṣūr al-Faḍl al-Mustaršid bi-'llāh; * 1092; † 29. August 1135) war der neunundzwanzigste Kalif der Abbasiden von 1118 bis zu seinem Tod.
Als nach dem Tod von Sultan Malik Schah I. (1094) im Seldschukenreich immer wieder Machtkämpfe zwischen den führenden Fürsten ausbrachen, versuchte sich Kalif al-Mustarschid ibn al-Mustazhir in Bagdad und im Irak eine eigene Hausmacht zu schaffen. Allerdings scheiterte dieser Versuch, als er 1135 von den Seldschuken besiegt wurde und in deren Gefangenschaft geriet. Durch einen Mordanschlag eines Schiiten kam al-Mustarschid ums Leben. Urheber des Anschlags soll aber Seldschukensultan Sandschar gewesen sein. Neuer Kalif in Bagdad wurde sein Sohn ar-Raschid (1135–1136).
| Vorgänger             | Amt                           | Nachfolger |
| --------------------- | ----------------------------- | ---------- |
| al-Mustazhir bi-'llah | Kalif der Abbasiden 1118–1135 | ar-Raschid |

| Personendaten    | Personendaten                                                                             |
| ---------------- | ----------------------------------------------------------------------------------------- |
| NAME             | Mustarschid, al-                                                                          |
| ALTERNATIVNAMEN  | Abu l-Mansur al-Fadl al-Mustarschid bi-'llah; أبو المنصور الفضل المسترشد بالله (arabisch) |
| KURZBESCHREIBUNG | 29. Kalif der Abbasiden (1118–1135)                                                       |
| GEBURTSDATUM     | 1092                                                                                      |
| STERBEDATUM      | 29. August 1135                                                                           |
| STERBEORT        | Bagdad                                                                                    |